# Ri Gŭn Mo
Ri Gŭn Mo (kor. 리근모; ur. 5 kwietnia 1926 w P’yŏnganie Południowym, zm. 2001) – północnokoreański polityk.

## Życiorys
Premier Korei Północnej od 29 grudnia 1986 do 12 grudnia 1988. Odszedł ze stanowiska z powodu złego stanu zdrowia. Jego następcą został Yŏn Hyŏng Muk.